# 하윤경
하윤경(1992년 10월 20일 ~ )은 대한민국의 배우이다.

## 학력
- 서울대학교 의대 (졸업)

## 출연 작품

### 영화
- 《파란》 (2025년) - 미지 역
- 《딸에 대하여》 (2024년) - 레인 역
- 《경아의 딸》 (2022년) - 연수 역
- 《고백》 (2021년) - 지원 역
- 《거미숲》 (2020년)
- 《사냥의 시간》 (2020년) - 도박장환전소종업원 역
- 《안부》 (2019년) - 여빈 역
- 《박화영》 (2018년) - 윤경 역
- 《타클라마칸》 (2018년) - 수은 역
- 《주관식 문제》 (2017년) - 이지선 역 (단편)
- 《오징어》 (2016년) - 딸 / 혜지 역
- 《울보》 (2016년) - 하윤 역
- 《낮,달》 (2016년) - 인경 역
- 《소셜포비아》 (2015년) - 하영 역
- 《백지》 (2014년)
- 《어지러운 서로의 근심》 (2014년)

### 드라마
- 《내일 그대와》 (tvN, 2017년) - 송마린 친구 역
- 《최고의 이혼》 (2018년, KBS2) - 주수경 역
- 《추리의 여왕 2》 (2018년, KBS2) - 강주연 역
- 《슬기로운 의사생활》 (2020년, tvN) - 허선빈 역
- 《선배 그 립스틱 바르지 마요》 (2021년, JTBC) - 채연승 역
- 《슬기로운 의사생활 시즌2》 (2021년, tvN) - 허선빈 역
- 《드라마 스페셜 - 딱밤 한 대가 이별에 미치는 영향》 (2021년, KBS2) - 정윤정 역
- 《O'PENing - 오피스에서 뭐하Share?》 (2022년, tvN) - 위다인 역
- 《이상한 변호사 우영우》 (2022년, ENA) - 최수연 역
- 《낭만닥터 김사부 3》 (2023년, SBS) - 하윤경 역 (특별출연)
- 《이번 생도 잘 부탁해》(2023년, tvN) - 윤초원 역
- 《재벌X형사》 (2024년, SBS) - 홍은아 역 (특별출연)
- 《아무도 없는 숲속에서》 (2024년, Netflix) - 윤보민 역 (이정은 아역)
- 《강남 비-사이드》 (2024년, Disney+) - 민서진 역
- 《신의 구슬》 (2025년, JTBC) - 걸승 역

### 웹예능
- 《집대성》 (2024년, 유튜브)

### 연극
- 《낙원》 (2016년) - 서민경 역
- 《록산느를 위한 발라드》 (2015년) - 록산느 역

### 뮤직비디오
- 전범선과 양반들 《설레임》 - 달리는 여자 역 및 분장/헤어

## 수상 및 후보
| 연도 | 시상식                           | 부문                     | 작품                  | 결과 |
| ---- | -------------------------------- | ------------------------ | --------------------- | ---- |
| 2020 | 제3회 제주혼듸독립영화제         | 혼듸배우상               | 우산을 안 가지고 와서 | 수상 |
| 2022 | 벡델데이 2022                    | 올해의 벡델리안 배우상   | 경아의 딸             | 수상 |
| 2022 | 제23회 부산영화평론가협회상      | 신인여자연기자상         | 경아의 딸             | 수상 |
| 2022 | 제23회 올해의 여성영화인상       | 신인연기상               | 경아의 딸             | 수상 |
| 2023 | 제59회 백상예술대상              | TV부문 여자 신인연기상   | 이상한 변호사 우영우  | 후보 |
| 2023 | 제59회 백상예술대상              | 영화부문 여자 신인연기상 | 경아의 딸             | 후보 |
| 2023 | 2023 대한민국 퍼스트 브랜드 대상 | 여자배우 라이징스타부문  |                       | 수상 |